# Trachyderes armatus
Trachyderes armatus är en skalbaggsart som beskrevs av Monné och Martins 1973. Trachyderes armatus ingår i släktet Trachyderes och familjen långhorningar.
Artens utbredningsområde är Paraguay. Inga underarter finns listade i Catalogue of Life.